# Białowodzki Kociołek
Białowodzki Kociołek słow. Malý bielovodský kotol – piarżysty kociołek w masywie Młynarza w słowackich Tatrach Wysokich. Znajduje się w środkowej części Białowodzkiego Żlebu. Łatwo można z niego wyjść na Wyżnie Młynarzowe Siodło oraz na Niżnią Białowodzką Przełączkę, a z niej na Nawiesistą Turnię.
Autorem nazwy kociołka jest Władysław Cywiński.